# Ваљенке
Ваљенке (рус. Валенки) су зимске топле чизме направљене од филца и нема разлике између десне и леве. Праве се ваљањем и обликовањем овчије вуне. Зато немају шавове, због чега не жуљају и веома су удобне. Једина мана им је што нису отпорне на влагу. Због тога се стављају ђонови који су се у почетку израђивали од коже, а касније од гуме. Ваљенке се израђују ручно, по технологији која је стара је 300 година и од тада се није мењала.
Историчари верују да су их први правили степски номадски народи, који су их и донели у Русију, где се традиционално носе око 300 година. Временом су постале један од симбола ове земље, где су и даље веома популарне Данас се могу купити широм света, али се производе само у Русији и земљама Заједнице независних држава.

## Изглед
Оригинални пар ваљенки чине две потпуно исте чизме, односно нема никакве разлике између леве и десне. Тек приликом ношења чизме добијају облик ноге власника. То, наравно, није случај код савремених чизама са ђоном. У Русији се величина обично одређује у центиметрима и увек се купују 2-3 цм веће, зато што се вуна скупља. Веома су дуготрајне и могу се носити десет и више година.

## Историја
Историчари и антрополози сматрају да су филц открили древни номадски народи, који су га користили за покривање својих шатора и прављење капа и одеће. Самим тим верује се да су ови народи први открили и технику израде обуће од овог материјала. Они су први дошли на идеју да ваљају животињску длаку и од ње праве ципеле које не само да треба да издрже зимску хладноћу у степи, већ и да штите стопало од трња и оштрог камења. Настанак првих ваљенки се везује за 4. век пре нове ере, о чему сведоче остаци које су археолози пронашли у вечитом леду Алтајских планина. Касније су ову обућу прихватили монголски и татарски народи, а затим се проширила у селима и градовима широм Русије. Техника ваљања вуне је у Русију је стигла у периоду Златне хорде (13—14. век).
До 18. века ваљенке су прављене ручно и то само у Сибиру и појединим северним регијама. Тај процес је дуго трајао и био је доста компликован. Горњи део је прављен посебно, а затим је пришиван на доњи. Свој данашњи изглед ваљенке су добиле у 18. веку, у Нижегородској области.
Биле су веома скупе и само богати људи су могли да их приуште. Њихова је вредност била условљена и тиме да је за један пар некада било потребно и неколико месеци израде. Носили су их и руски владари. Познато је да су ове чизме, направљене посебно за њих, радо носили Петар Велики и Катарина Велика, а Ана I Ивановна је чак дозвољавала да се ваљенке носе уз свечане хаљине на зимским баловима. Дуго времена сматрале су се престижном обућом. Једна сеоска породица се сматрала напредном ако су сви њени чланови имали свој пар, јер је понекад цела породица носила наизменично један пар ових чизама. Ваљенке су биле скуп поклон и преносиле су се с генерације на генерацију, а некад су биле и део мираза. За добро ваљане ваљенке коштале су две сребрне рубље, колико је стајао цео мираз једне сеоске девојке. Носили су их и војници, јер ова топла и издржљива обућа не само да је штитила од хладноће, већ је током борбе могла заштитити ноге и од гелера.
Прошло је доста времена пре него што се у селима савладала производња филца. Овај занат се показао веома профитабилним јер је омогућио производњу филцаних чизама за сваки дом. Технологија филцања преносила се с генерације на генерацију, а сваки мајстор имао је своју тајну. Индустријска производња ваљенки почела је тек у 19. веку. Захваљујући томе постале су приступачне и сиромашнијим слојевима друштва, па су убрзо постале најпопуларније зимске чизме у Русији.
Данас познате као ваљенке, ове чизме су се током историје називале још и катанке, самокатке, весанке и ваљенухе.

### Ваљенке у Европи
О ваљенкама се у Европи први пут чуло средином 19. века. Први пут су се појавиле на Светској изложби у Лондону, где је ова традиционална руска обућа изазвала велико интересовање. После тога излагане су и на другим изложбама, где су освајале награде, све до Октобарске револуције. Тада је наступио кратак застој, али су се односи нормализовали и 1919. године оне су поново биле једна од главних атракција ове међународне смотре, која се те године организовала у Паризу.

### „Немачке ваљенке”
Током прве зиме у рату против Совјетског Савеза немачка војска суочила се са недостатком топле одеће. У почетку су овај проблем нацисти решавали тако што су је узимали од становника окупираних територија, али су касније, на захтев руководства немачке армије, у Берлину почели да праве своју верзију руских традиционалних чизама. Ова обућа је била намењена углавном стражарима. Ваљенке су прављене од дебелог филца, имале су дрвене ђонове и обувале су се преко чизама. Тежиле су око три килограма, и биле гломазне. Због тога су их могли носити само војници који се не крећу много. Међутим, због недостатка сировина, времена и капацитета, Немачка није била у могућности да обезбеди довољну количину, па су почели да праве замене за руске ваљенке – обућу од пресоване сламе коју су војници носили преко обичних чизама.
Примерци обе врсте „немачких ваљенки“ изложени су у Музеју савремене историје Русије у Москви.

## Технологија израде
За израду ваљенки најчешће се користи полугруба вуна, која се добија стрижењем оваца у јесен и пролеће. Руски произвођачи обично је купују у Узбекистану, Туркменистану и на фармама оваца у Волгоградској области. Ваљенке се углавном праве од смеђе, црне, сиве и беле бојене вуне.
Након што се овце ошишају вуна се пере и чешља, а затим пролази кроз машину за ваљање вуне. Као резултат добија се танка и мекана тканина. Квалитет изваљаног филца проверава се опипавањем, „одокативно”, а тако се одређује и количина вуне потребна за једну чизму. За прављење једне ваљенке потребно је око 219 gr вуне.
Овако добијено платно дуго се обликује и заглађује рукама, тако да се влакна вуне међусобно слепљују и добија се облик чизме који као да је обликован од пластелина. Добијени полупроизвод се кува у кључалој води, тако да вуна постане још гушћа. После кувања производ већ подсећа на филцане чизме, само веома велике. Зато се сваки комад навлачи на калуп и пажљиво удара са свих страна дрвеним чекићем, све док се не добије жељена величина чизме. По завршетку овог процеса чизме се шаљу на сушење. Готове чизме се брију, како би им површина била глатка и сјајна.
Технологија ручне израде ваљенки није се променила у последњих три стотине година, а тај процес захтева физичку снагу и много стрпљења. Ваљенке се данас израђују и машински, али и тај процес захтева пуно ручног рада.

## Ваљенке данас
Ваљенке се углавном праве од смеђе, црне, сиве и беле бојене вуне, али се данас могу наћи у најразличитијим бојама и стиловима. Чак постоје и дизајнирани модели. Веома су популарна зимска обућа у целој Русији и радо их носе сви, без обзира на друштвени статус. Такође су део зимске униформе радника у нафтној и плинској индустрији, железничара, као и руске војске. Ова обућа данас се производи само у Русији и земљама Заједнице независних држава. Данас се праве са отпорним гуменим ђоном који се на леду не клиза, а да би дуже трајале преко њих се обувају каљаче.
Ове чизме постале су симбол Русије и део традиције, па су тако и неизоставни део одеће Деда Мороза и Сњегоручке. На свечаности отварања Зимских олимпијских игара у Салт Лејк Ситyју 2002. године руска репрезентација прошетала је у ваљенкама и каљачама, а такође су у њима дефиловали и на зимској Универзијади у Кини 2009. године.

### Ваљенке у савременим модним трендовима
Чувени руски модни креатор Вјачеслав Зајцев један је од првих који су приказали ваљенке на модним пистама, још 1963. године. Манекени су тада уз ваљенке носили веома топле, постављене памучне јакне, популарно  назване „телогрејке” (које греју тело). Након Зајцева постале су део зимских колекција и других модних креатора.

## Занимљивости
Ваљенке су временом постале један од симбола Русије, па данас постоје музеји посвећени искључиво овој обући и у њима се могу видети разни типови ове традиционалне зимске обуће. Један музеј се налази у Москви, други у Мишкину у Јарославској области, а трећу у Кинешми у Ивановској области. Ваљенкама је посвеђена и популарна руска народна песма „Валенки”, чији је први звучни запис направљен 1911. године.
Различити извори тврде да ове чизме носи и руски председник Владимир Путин.
Према подацима из Књиге руских рекорда (рус. Книга рекордов России) највеће ваљенке су високе 168 cm, имају стопало дужине 110 cm, а направљене су у граду Кинешми. Најмање икада направљене ваљенке потичу из истог града, а дугачке су свега 6 mm. На северу Русије, у Архангелску, Сиктивкару и Северодвинску редовно се одржавају такмичења у бацању ваљенки у даљ.
Верује се да ове чизме имају лековита својства. Природна овчија вуна изузетно је добар изолатор. Не задржава влагу, тако да онај који је носи увијек остаје сув. Због тога су добра одбрана од прехладе. Поред тога, овчија вуна садржи ланолин за који се верује да ублажава реуматске болове и болове у мишићима, а такође помаже и у зацељивању рана. Некада у селима старији људи нису скидали ваљенке чак ни лети, јер се веровало да оне побољшавају циркулацију.
Такође су често коришћене за прорицање будућности. Постојао је обичај да девојке, у периоду од Божића до Богојављања, бацају ваљенке преко ограде, како би сазнале када ће се удати. Ако би чизма пала тако да су прсти окренути према кући, то је значило да она те године неће напустити родитељски дом, а ако би ваљенка пала окренута петом према кући, то је значило да треба спремати свадбу.